# Gustave Nalinne
Gustave Nalinne (Liège 28 janvier 1794 - Charleroi 15 mars 1851) est un avocat et homme politique belge, bourgmestre de Charleroi et membre du Parti libéral.

## Biographie
Gustave Nalinne, né à Liège le 28 janvier 1794, est le fils de Charles Nicolas Alexandre Nalinne, avocat et échevin de Charleroi, et de Marie Françoise Joseph Wyart. Son père, avocat à Liège puis à Charleroi, a participé du côté belge aux combats de la révolution brabançonne. Il fait ses premières études au collège de Charleroi et poursuit avec des études de droit à Bruxelles. Docteur en droit en 1816, il s'inscrit en 1817 au barreau de Charleroi et devient avocat. Le 19 septembre 1821, il se marie à Lodelinsart avec Palmire Frison. En 1828, il est nommé lieutenant de la garde urbaine de Charleroi.

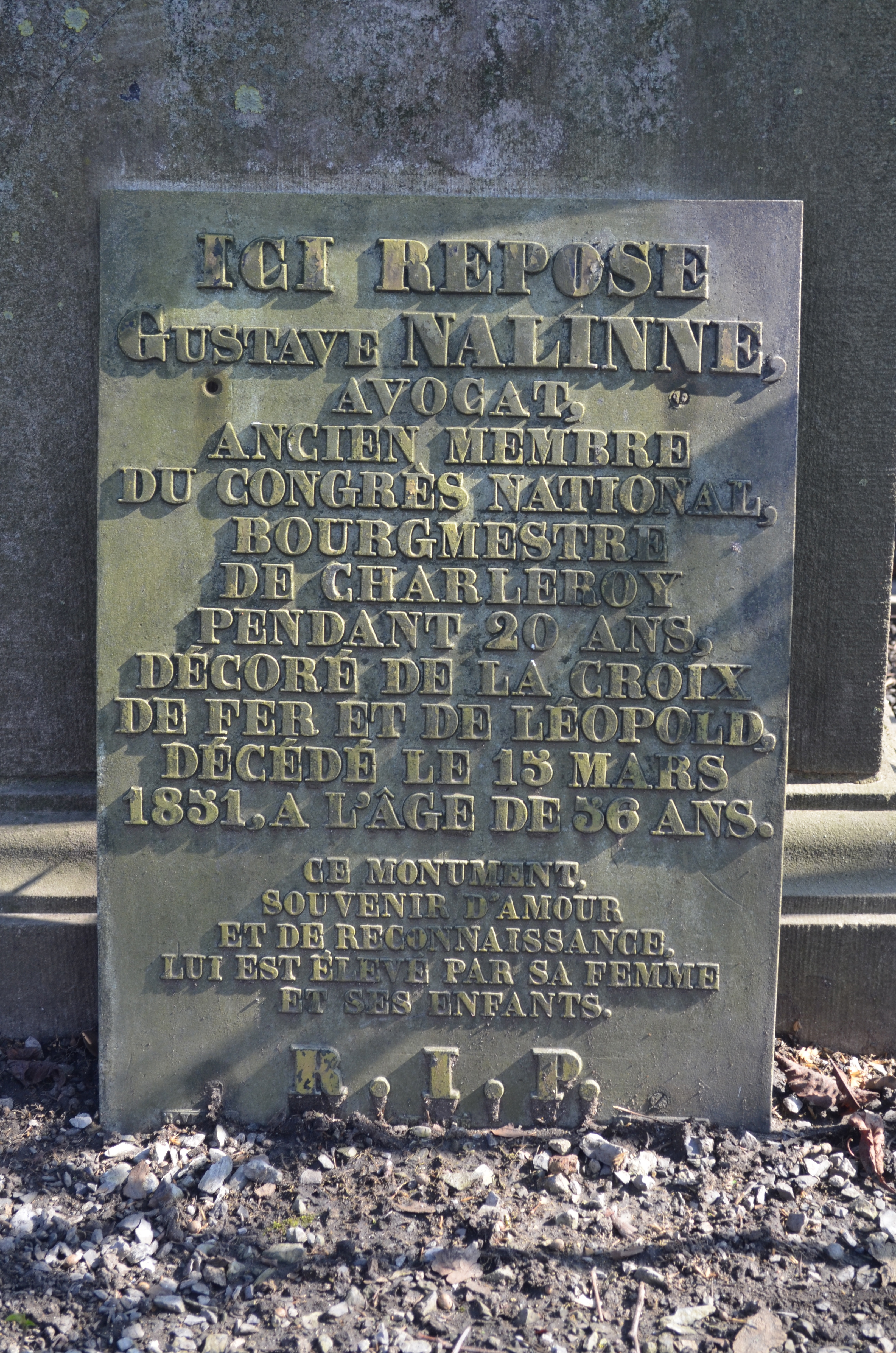
Plaque apposée sur la tombe de Gustave Nalinne au cimetière de Charleroi-Nord.

Lors de la révolution belge en septembre 1830, il commande un groupe de  volontaires de Charleroi partis se battre lors des Quatre Jours de  Bruxelles.

### Homme politique
En 1830, il est élu député au Congrès national et démissionne de cette fonction en août 1831 pour se consacrer à ses fonctions communales. Le 22 octobre 1830, il a en effet été élu par ses concitoyens conseiller communal puis nommé premier échevin de Charleroi. Il est également désigné comme commandant de la Garde civique de Charleroi en 1831. Il fait partie du Conseil provincial du Hainaut dès sa création en 1836 et en devient un des vice-présidents en 1848.
Bourgmestre libéral de Charleroi de 1834 à 1851, il est le premier bourgmestre bâtisseur de Charleroi. Une de ses initiatives a été d'instaurer l'enseignement primaire gratuit à Charleroi. Il était estimé du roi Léopold Ier, qui vint lui rendre visite à son domicile privé. On raconte que, par peur que son habitation modeste déçoive le roi, Gustave Nalinne a fait ériger un étage en planches sur le toit de sa maison afin de lui donner les allures d'une demeure bourgeoise.
Entre autres choses, il fit construire des dizaines d’habitations sur tout le territoire de la commune. Partisan d’une politique de grands travaux, il fit également construire un manège de cavalerie (place du Manège) ainsi que la caserne de gendarmerie de Charleroi.
Cet homme qui a tant influencé le développement de Charleroi a été immortalisé en 1860 en donnant son nom à une rue reliant la rue de la Montagne à la rue de France.
C’est dans la rue Gustave Nalinne qu'est né le célèbre Jacques Bertrand, auteur de l’hymne des Carolos : Pays de Charleroi.

## Distinctions

### Belgique
- Croix de fer (comme combattant et membre du Congrès national)[3] ;

- Chevalier de l'ordre de Léopold (2 septembre 1844)[3].

## Hommages
Une rue porte son nom (« Rue Gustave Nalinne ») à Charleroi Ville-Haute.